# Trifolium rusbyi
Trifolium rusbyi är en ärtväxtart som beskrevs av Edward Lee Greene. Trifolium rusbyi ingår i släktet klövrar, och familjen ärtväxter.

## Underarter
Arten delas in i följande underarter:
- T. r. caurinum
- T. r. multipedunculatum
- T. r. neurophyllum
- T. r. oreganum
- T. r. reflexum
- T. r. rusbyi
- T. r. shastense